# 前ヶ潮春夫
前ヶ潮 春夫（まえがしお はるお、1931年3月12日 - 1979年11月30日）は、岐阜県大野郡上枝村（現在の同県高山市赤保木町）出身で高砂部屋に所属した大相撲力士。本名は三野谷 春夫（みのや はるお）→清水 春夫（しみず -）。身長175cm、体重88kg。得意手は右四つ、下手投げ。最高位は東前頭18枚目（1958年7月場所）。

## 来歴・人物
小学校3年生の時に母を病で亡くし、以後は、父の手1つで育てられた。
地元・上枝村の青年相撲で活躍していた頃、巡業で高山市内を訪れた横綱・前田山に見出され、彼が所属する高砂部屋にスカウトされた。
1949年10月場所で初土俵を踏み、四股名を本名の「三野谷」から「前ヶ潮（ゲン担ぎとして改名、先輩の四股名をそのまま襲名）」と改めた1953年1月場所で三段目優勝を遂げ、幕下も4場所で突破して1954年3月場所で十両に昇進。
その後は主に十両中位から下位を往復していたが、十両在位19場所目の1958年5月場所では西十両筆頭の地位にて10勝5敗と大きく勝ち越し、翌7月場所で新入幕を果たした。
しかし同場所では、2勝13敗と惨敗して、1場所で十両へ逆戻り。ツラ相撲が目立ったためか、幕内は結局、この1場所しか務まらなかった。
それから間もなく幕下にまで陥落し、1959年9月場所後、28歳で廃業した。
1979年11月30日、逝去。48歳没。

## 主な戦績
- 通算成績：276勝256敗13休 勝率.519
- 幕内成績：2勝13敗 勝率.133
- 現役在位：41場所
- 幕内在位：1場所
- 各段優勝
  - 三段目優勝：1回（1953年1月場所）

### 場所別成績
| | 一月場所 初場所（東京） | 三月場所 春場所（大阪） | 五月場所 夏場所（東京） | 七月場所 名古屋場所（愛知） | 九月場所 秋場所（東京） | 十一月場所 九州場所（福岡） |
| --- | ----------------------- | ----------------------- | ----------------------- | --------------------------- | ----------------------- | --------------------------- |
| 1949年 （昭和24年） | x                       | x                       | x                       | x                           | （前相撲）              | x                           |
| 1950年 （昭和25年） | 東序ノ口4枚目 6–9       | x                       | 西序二段19枚目 9–6      | x                           | 西序二段3枚目 9–6       | x                           |
| 1951年 （昭和26年） | 東三段目33枚目 10–5     | x                       | 東三段目15枚目 8–7      | x                           | 西三段目13枚目 9–6      | x                           |
| 1952年 （昭和27年） | 西三段目4枚目 5–3       | x                       | 西三段目3枚目 3–5       | x                           | 東三段目7枚目 4–4       | x                           |
| 1953年 （昭和28年） | 東三段目6枚目 優勝 7–1  | 東幕下19枚目 6–2        | 西幕下16枚目 5–3        | x                           | 西幕下6枚目 5–3         | x                           |
| 1954年 （昭和29年） | 東幕下2枚目 6–2         | 東十両16枚目 7–8        | 東十両18枚目 8–7        | x                           | 東十両16枚目 8–7        | x                           |
| 1955年 （昭和30年） | 東十両13枚目 9–6        | 東十両8枚目 5–10        | 西十両12枚目 7–8        | x                           | 東十両13枚目 7–8        | x                           |
| 1956年 （昭和31年） | 西十両14枚目 9–6        | 東十両10枚目 10–5       | 西十両5枚目 5–10        | x                           | 西十両12枚目 11–4       | x                           |
| 1957年 （昭和32年） | 西十両4枚目 5–10        | 西十両9枚目 8–7         | 西十両7枚目 7–8         | x                           | 東十両9枚目 6–4–5       | 東十両7枚目 9–6             |
| 1958年 （昭和33年） | 西十両6枚目 9–6         | 西十両2枚目 8–7         | 西十両筆頭 10–5         | 東前頭18枚目 2–13           | 東十両4枚目 4–11        | 西十両13枚目 5–10           |
| 1959年 （昭和34年） | 東十両18枚目 8–7        | 西十両17枚目 6–9        | 東幕下筆頭 5–3          | 西十両20枚目 6–9            | 東幕下4枚目 引退 0–0–8  | x                           |
| 各欄の数字は、「勝ち-負け-休場」を示す。 優勝 引退 休場 十両 幕下 三賞：敢=敢闘賞、殊=殊勲賞、技=技能賞 その他：★=金星 番付階級：幕内 - 十両 - 幕下 - 三段目 - 序二段 - 序ノ口 幕内序列：横綱 - 大関 - 関脇 - 小結 - 前頭（「#数字」は各位内の序列） |                         |                         |                         |                             |                         |                             |

### 幕内対戦成績
| 力士名 | 勝数 | 負数 | 力士名   | 勝数 | 負数 | 力士名 | 勝数 | 負数 | 力士名 | 勝数 | 負数 |
| ------ | ---- | ---- | -------- | ---- | ---- | ------ | ---- | ---- | ------ | ---- | ---- |
| 天津灘 | 0    | 1    | 小城ノ花 | 1    | 0    | 金ノ花 | 0    | 1    | 清恵波 | 0    | 1    |
| 鯉ノ勢 | 0    | 1    | 常錦     | 0    | 1    | 時津山 | 0    | 1    | 時錦   | 0    | 1    |
| 羽子錦 | 0    | 1    | 福乃海   | 1    | 0    | 福乃里 | 0    | 1    | 双ツ龍 | 0    | 1    |
| 星甲   | 0    | 1    | 若瀬川   | 0    | 1    | 若葉山 | 0    | 1    |        |      |      |

## 改名歴
- 三野谷 春夫（みのや はるお、1950年1月場所-1952年9月場所）
- 前ヶ潮 春夫（まえがしお -、1953年1月場所・1953年5月場所-1959年9月場所）
- 前ヶ汐 春夫（まえがしお -、1953年3月場所）